# Gute Zeiten, schlechte Zeiten
A Gute Zeiten, schlechte Zeiten, rövidítve: GZSZ (magyarul: Jó idők, rossz idők) egy 24 perc hosszúságú német szappanopera-sorozat, amit az RTL vetít. A sorozat 1992-ben indult a Grundy UFA gyártásában. Hétköznap esténként látható az RTL műsorán. A sorozat Németország egyik legnézettebb sorozata. 2024. április 15-án a 8000. rész került bemutatásra.

## Háttér
A Gute Zeiten, schlechte Zeiten egy ausztrál sorozat, a The Restless Years nyomán született meg. A 230. epizódig csak kismértékben tért el az eredeti sorozattól, a 231. résztől változás következett be, hisz a történetet azóta már német forgatókönyvírók készítik. Hollandiában 1990 óta ugyanabból az ausztrál történetből merítve látható egy sorozat, aminek Goede tijden slechte tijden a címe, ami a holland RTL4-en látható.

## Fejlődése
A sorozatot 1992 márciusában kezdték el a Berlin-Tempelhofban található UFA stúdióban a forgatást, az első részt május 11-én vetítették le. A stáb 1995-ben átköltözött a Potsdam-Babelsbergben felépített új stúdióba, ahol már eddig több mint 4000 részt forgattak le. Az 1500. részt 6 millión nézték, ami rekord nézettségnek számít. Az idők folyamán sok szereplőt lecseréltek és helyükbe új szereplők kerültek, az eredeti szereplőkből mára két színész maradt meg, Frank-Thomas Mende, aki Clemens Richtert alakítja és Lisa Mieden, aki Elisabeth Meinhart tanárnő szerepét játssza. Hozzá kell tenni, hogy a szereplők nagy része fiatal tehetségek, akiknél nem jellemző a több éves színészi tapasztalat. Az ő későbbi színészi pályájuk viszont nagyrészt ennek a sorozatnak köszönhető, ilyenek:
Oliver Petszokat, Jeanette Biedermann, Rhea Harder, Yvonne Catterfeld, Mia Aegerter, Simone Hanselmann vagy Alexandra Neldel.

## Külső hivatkozások
- A Gute Zeiten, schlechte Zeiten hivatalos honlapja (németül)
- Gute Zeiten, schlechte Zeiten-Spoiler (németül)